# Cartas (Jung)
Las Cartas de Carl Gustav Jung aluden a la correspondencia intercambiada por el psiquiatra y psicólogo suizo a lo largo de su trayectoria vital comprendiendo un período que va desde 1906 a 1961. Forman parte de su Obra completa, sección D. Epistolario.

## Edición
Fueron publicadas originalmente en alemán por la Editorial Walter y editadas en tres volúmenes por Aniela Jaffé en colaboración con Gerhard Adler:
1. Briefe I, 1906-1945 (1972)
2. Briefe II, 1946-1955 (1972)
3. Briefe III, 1956-1961 (1973)

Posteriormente, fueron publicadas en inglés por la Editorial Routledge & Kegan Paul y editadas en dos volúmenes por Gerhard Adler en colaboración con Aniela Jaffé:
1. Letters, Volume 1, 1906-1950 (1973)
2. Letters, Volume 2, 1951-1961 (1974)

Han de diferenciarse de la Correspondencia Sigmund Freud & Carl Gustav Jung publicada posteriormente en 1974.

## Contenido
Comenzando con la correspondencia más temprana de Jung vinculada al período psicoanalítico y finalizando poco antes de su muerte, las 935 cartas seleccionadas para los dos volúmenes editados en inglés ofrecen una alusión continua a su creatividad.
Los destinatarios incluyen a Mircea Eliade, Sigmund Freud, Mary Esther Harding, James Joyce, Károly Kerényi, Erich Neumann, Maud Oakes, Herbert Read, Upton Sinclair, Wolfgang Pauli o el padre Victor White, entre otros muchos.

## Relevancia
Al concluir la Segunda Guerra Mundial, y tras apenas haberse recuperado de su enfermedad, Jung tuvo que afrontar como un verdadero y extenuante trabajo el torrente de correspondencia que recibía. Su cuantioso y habitual intercambio epistolar con amigos y colegas extranjeros no se interrumpió completamente durante la guerra, aunque entre 1939 y 1945 los obstáculos fueron enormes, incluso para los suizos. A causa de la confrontación se perdieron muchas misivas: las dirigidas y recibidas desde Reino Unido, y las dirigidas a Estados Unidos.
Las cartas procedentes del extranjero le demostraron que no se le había olvidado y que incluso se había visto incrementado el interés por su persona y su obra, si bien ciertas autoridades seguían adoptando una actitud de reserva ante su psicología analítica.

Y, como siempre, se formula la objeción de que Jung es muy difícil, muy pretencioso, quizá demasiado: envuelto en una «penumbra mística», él se esfuerza por responder con cartas personales a las innumerables preguntas y críticas. Entre ellas se encuentran verdaderas epístolas en toda regla (...). Así, muchas de esas cartas constituyen valiosas ayudas para la interpretación de su obra, y para determinar mejor la posición filosófica y teológica de Jung, quien rechaza enérgicamente que se le considere filósofo o teólogo.

Una década después, la fama de un ya octogenario Jung conllevó que casi todos los días el cartero llevase innumerables cartas procedentes de todo el mundo a la dirección de su residencia en Seestrasse 228. Sintió la necesidad de tener que contestarlas, honrando con una amable respuesta incluso a personas desconocidas que le formulaban preguntas o le solicitaban consejo. Aun con la ayuda de su secretaria y biógrafa Aniela Jaffé, la redacción y clasificación de la correspondencia costó muchos esfuerzos. Cuenta la misma que «la correspondencia de Jung era increíblemente copiosa y por eso se convertía en frecuente motivo de queja y grumbling».

Era evidente que las cartas le fatigaban. Pero ocupaban un lugar importante en su existencia. Cuando su libido dejó de canalizarse en obras científicas, las cartas ocuparon el lugar de los manuscritos y se transformaron en el recipiente de su pensamiento creador. Por eso su número creció constantemente en los últimos años de su vida. Pero ante todo constituían un puente que lo conectaba con el mundo, y gratificaban al hombre introvertido y de vida retraída, que era Jung, a pesar de todo el esfuerzo y el trabajo que exigían. Necesitaba las cartas; eso tenía que admitirlo. Y si por falsa consideración, durante las vacaciones, yo enviaba poca correspodencia, me ganaba por ello un reproche.

## Digitalización
En 2017, fueron tanto digitalizadas como puestas a disposición pública 32 000 cartas de y a Jung por medio de los archivos de la Escuela Politécnica Federal de Zúrich (ETH).

## Cartas inéditas
Una colección única de 62 cartas escritas a mano y mecanografiadas por Jung que nunca antes se habían impreso o publicado se subastó en la Casa de Subastas Kedem en Jerusalén el 24 de mayo de 2022. Las cartas estaban dirigidas principalmente a la colega psicoanalista Dra. Rivkah Schärf Kluger, que era judía. Si bien la mayoría de las cartas discutían temas relacionados con la psiquiatría, Jung parecía estar intrigado por el idioma hebreo y los textos judíos en algunas de las cartas.

## Edición en castellano
A diferencia de la correspondencia con Freud, los diversos volúmenes de la correspondencia de Jung permanecen aún inéditos en español.
- Jung, Carl Gustav (Inédito). Obra completa de Carl Gustav Jung. D. Epistolario. Cartas. Madrid: Editorial Trotta.